# Строгович, Михаил Соломонович
Михаи́л Соломо́нович Строго́вич (17 (29) сентября 1894, Санкт-Петербург — 13 февраля 1984, Москва) — советский правовед, доктор юридических наук, профессор, член-корреспондент Академии наук СССР (1939).

## Биография
Родился в еврейской семье. Отец был юристом. После окончания 2-й Московской гимназии с серебряной медалью поступил на экономический факультет в Московский коммерческий институт (Институт народного хозяйства имени К. Маркса), где также изучал юридические дисциплины.
С 1920 года начал практическую работу в органах юстиции секретарём Главного революционного военного трибунала войск внутренней охраны. В следующем году переведён на должность начальника отдела статистики республиканского Революционного военного трибунала, затем назначен начальником организационно-инструкторского отдела Верховного трибунал при ВЦИК. С 1923 года он следователь-докладчик Верховного Суда РСФСР.
С 1924 года на протяжении 15 лет работал в органах прокуратуры: помощником прокурора Уголовно-кассационной коллегии Верховного Суда РСФСР, прокурором отдела Прокуратуры РСФСР и Прокуратуры СССР.
Одновременно с практической деятельностью М. С. Строгович пробовал себя в науке — писал много, интересно, спорно. Также вёл педагогическую работу: на юридическом факультете МГУ (с 1933 года профессор и заведующий кафедрой), в Московском юридическом институте, Всесоюзном институте усовершенствования работников юстиции, Академии общественных наук при ЦК КПСС (он стал членом КПСС с 1943 года).
После защиты докторской диссертации в 1938 году и избрания 28 января 1939 года членом-корреспондентом по Отделению общественных наук (право) Академии наук СССР целиком перешёл на научную и педагогическую деятельность.
В годы Великой Отечественной войны в звании полковника юстиции возглавлял кафедру судебного права в Военно-юридической академии.
В 1949 году М. С. Строгович был объявлен одним из главных космополитов в советской правовой науке и затем до марта 1953 года подвергался систематическим преследованиям.
С 1952 года основным местом его исследовательской работы становится Институт права, впоследствии — Институт государства и права АН СССР, где он был старшим научным сотрудником. Он также являлся активным членом Научно-методического совета при Прокуратуре СССР.
В 1959 году М. С. Строгович был избран академиком Польской академии наук.

## Научная деятельность
Научные интересы М. С. Строговича были широки и многообразны. Об этом можно судить по таким разноплановым по замыслу и жанру его работам, как написанный в 1940 году совместно с С. А. Голунским первый марксистский учебник теории государства и права, первый вузовский учебник логики 1946 года, выпущенную в свет издательством «Знание» в 1969 году популярную брошюру о социалистической законности, публицистическое исследование 1971 года о суде над убийцей Жана Жореса, опубликованную в 1974 году монографию о судебной этике, дискуссионную статью 1980 года об эмоциональном эксперименте в «Психологическом журнале», исследование соотношения демократии и законности в «Вопросах философии» в 1984 году.
Однако, несмотря на большое количество трудов посвящённых общей теории государства и права, основное направление его исследований — теория уголовного процесса. От изданного в 1925 году скромного комментария к Уголовно-процессуальному кодексу РСФСР 1923 года до капитального, в двух томах «Курса советского уголовного процесса» (1968—1970), таковы памятные вехи его творческого пути в науке об уголовном судопроизводстве. А между ними и после них — множество оригинальных исследований, каждое из которых прочно легло в фундамент советской процессуальной теории.
М. С. Строгович придерживался идеи о необходимости развития и укрепления процессуальных гарантий прав личности, гарантий правосудия. Ему принадлежит ставшее широко распространённым определение советского уголовного процесса как системы действий соответствующих должностных лиц и возникающих в связи с этими действиями процессуальных отношений. Такое определение подчеркивало, что все участники процесса являются субъектами предоставленных им прав и возложенных на них обязанностей, их недопустимо считать объектами односторонних властных полномочий должностных лиц.
В своей докторской диссертации и основанной на ней монографии 1939 года — «Природа советского уголовного процесса и принцип состязательности», он провёл обоснование и глубокий теоретический анализ одного из важнейших, определяющих принципов уголовного процесса — состязательности судопроизводства. Он утверждал, что ни о каком правосудном приговоре нельзя было бы говорить, если бы для отстаивания своих интересов, доказывания своих выводов подсудимый имел меньше прав, чем противоположная сторона — прокурор.
Строгович разработал концепцию материальной (объективной) истины в уголовном процессе. Его монография 1955 года, специально посвящённая этой проблеме — «Материальная истина и судебные доказательства», была удостоена премии Президиума Академии наук СССР. В ней обосновывалось положение о том, что не предположение (пусть даже обоснованное), не вероятность (хотя бы и максимальная), а только достоверное знание, имеющее характер абсолютной истины в отношении искомых фактов, может служить основой для принятия решения по делу в деятельности органов расследования и суда.
В монографии 1956 года «Проверка законности и обоснованности судебных приговоров» М. С. Строгович проанализировал проблему судебных ошибок, которых, по его мнению, можно избежать, если скрупулёзно проверять законность и обоснованность ещё не вступивших в силу приговоров, чтобы те содержали только материальную истину.
М. С. Строгович обращался к известной в отечественной процессуалистике проблеме «создания единого следственного органа» — государственного органа, функцией которого является расследование всех преступлений. В 1957 году он писал о недопустимости действия милиции одновременно как органа дознания и следствия, выступая за существование следствия только в органах прокуратуры. Впоследствии, он предлагал уже переподчинение всего следственного аппарата, за исключением следователей госбезопасности, Министерству юстиции.

## Цитаты
М. С. Строгович называл принцип презумпции невиновности основополагающим для советского уголовного процесса, за что его не раз критиковали в печати. В частности, в учебнике логики для юристов в 1946 году он отмечал:

«В советском уголовном процессе презумпция невиновности является одним из руководящих процессуальных принципов. Она означает, что виновным признается лишь тот, в отношении кого обвинение признано доказанным судом (по вступлении приговора в законную силу), пока же виновность не доказана, лицо считается невиновным».— C. 159.
Незадолго до своей смерти он писал: 

«Имеет довольно широкое распространение совершенно неверное мнение, что вынесение судом оправдательного приговора означает недостижение по данному делу цели уголовного судопроизводства, срыв судебного процесса, неудачу в борьбе с преступностью и т. п. Есть даже такая своеобразная „теорийка“, что вынесение судами оправдательных приговоров вызывается только одной причиной — дефектами предварительного следствия, так что улучшение качества расследования уголовных дел влечет уменьшение числа оправдательных приговоров, а в перспективе они совсем исчезнут. Это, конечно, неверно. Оправдательный приговор — совершенно необходимая форма правосудия. В судебном разбирательстве, как главной стадии уголовного процесса, больше гарантий установления истины, чем на предварительном следствии, поэтому вполне закономерно, что в результате гласного, устного, непосредственного и состязательного судебного разбирательства суд нередко приходит — и не может не прийти — к иным результатам, к иным выводам, чем предварительное следствие, включая и выводы о виновности подсудимого. Итак, следует поднять оправдательный приговор в его значении, понимать его так, что это высший акт социалистического правосудия, восстанавливающий нарушенную законность и права личности, имеющий громадное воспитательное значение».

## Награды
- орден Октябрьской Революции
- Орден Трудового Красного знамени (4 ноября 1944) — за выдающиеся заслуги в деле подготовки специалистов для народного хозяйства и культурного строительства
- Орден Трудового Красного Знамени (10 июня 1945)
- орден Дружбы народов (27 сентября 1974)
- медали

За руководство комиссией по подготовке проекта УПК РСФСР 1960 года, ему была вручена Почётная грамота Президиума Верховного Совета РСФСР. Он также имел благодарности от Президиума Верховного Совета СССР, Президиумов Верховных Советов Казахской и Грузинской ССР.
В 1975 году он был избран почётным доктором Ягеллонского университета Кракова.
Его имя — единственного учёного-юриста — было занесено в Книгу почёта Московской городской коллегии адвокатов.